# Ängsbrunlöpare
Ängsbrunlöpare (Trechus quadristriatus) är en skalbaggsart som först beskrevs av Franz Paula von Schrank 1781.  Ängsbrunlöpare ingår i släktet Trechus, och familjen jordlöpare. Arten är reproducerande i Sverige.

## Bildgalleri

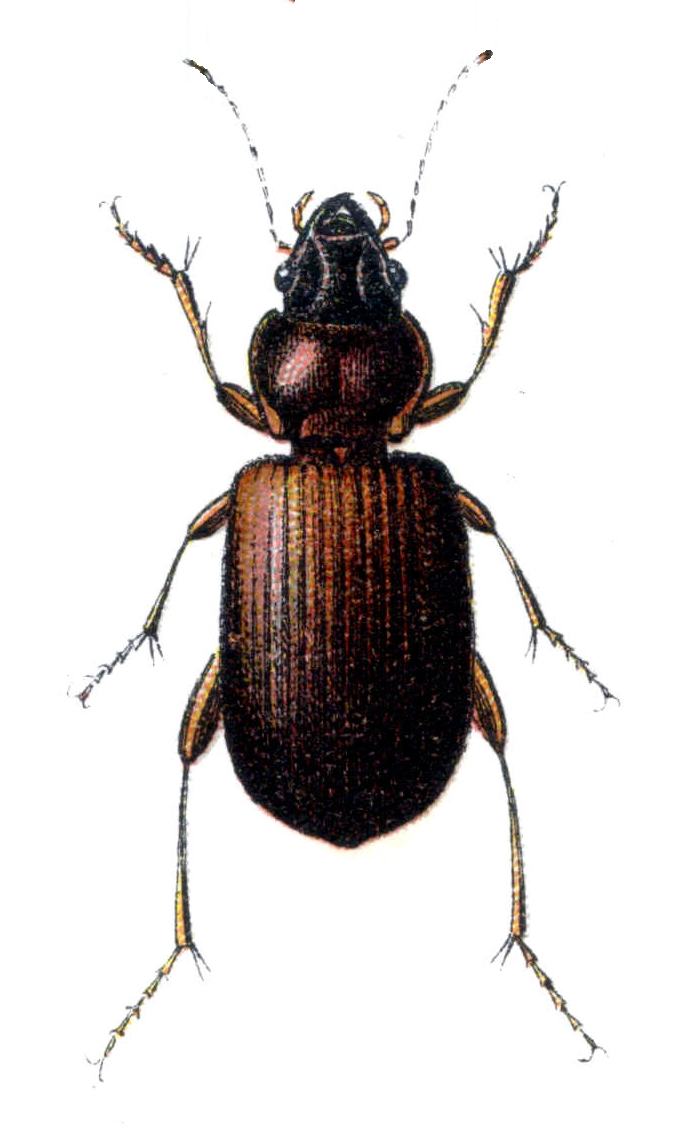
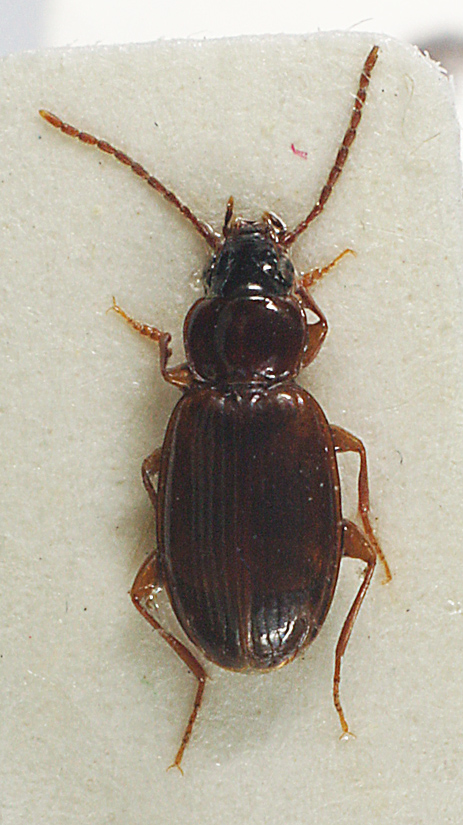